# Tiridates (guardià)
Tiridates fou el guardià del tresor reial dels perses a Persèpolis en temps de Darios III de Pèrsia.
Va escriure a Alexandre el Gran al que va informar que els habitants de la zona es volien apoderar dels tresors; el rei va marxar a la zona ràpidament; a causa de aquest fet Tiridates fou deixat en el mateix càrrec de guàrdia reial del tresor.
Un temps després Alexandre el va nomenar sàtrapa de Gedròsia i Arimàspia.